# 日本の夜と霧
『日本の夜と霧』（にほんのよるときり）は、1960年制作の日本映画。大島渚監督。
日米安全保障条約に反対する安保闘争をテーマにした作品だが、公開からわずか4日後、松竹が大島に無断で上映を打ち切った。これに対し大島は猛抗議し、翌1961年に松竹を退社した。契約期間が残っていたため、違約金を払った。
また、封切り3週間後の10月30日に神田学士会館で開かれた大島と小山明子との結婚式では最初に大庭秀雄監督が「映画はヌーベルバーグで、家庭は大船調で」という挨拶があったが、その後、出席者から上映中止に対する抗議が相次ぎ、さながら総決起集会と化した。最後には大島が松竹と正面から戦うと宣言した。
この映画は異例のスピードで制作されたが、佐藤忠男によれば、大島が松竹による制作中止を恐れていたためで、実際撮影中に松竹社長から異議が出ていたという。大島は撮影を短くすませるため、カット割りのない長回しの手法を多用し、俳優が少々セリフを間違えても中断せず撮影を続けたが、そのことが独特の緊張感を生んだ。
なお本作はその後、三角寛の計らいで、池袋駅東口近くの人世坐で同じ大島監督の作品『青春残酷物語』と併せて特別上映された。

## あらすじ
霧の深い夜、60年安保闘争における、6月の国会前行動の中で知り合った新聞記者の野沢晴明と、女子学生の原田玲子の結婚式が行なわれていた。野沢はデモで負傷した玲子と北見を介抱する後輩の太田に出会い、2人は結ばれたのであった。北見は18日夜、国会に向ったまま消息を絶った。招待客は、それぞれの学生時代の友人らである。司会は同志だった中山と妻の美佐子。その最中、玲子の元同志で6月15日の逮捕状が出されている太田が乱入し、国会前に向かったまま消息を絶った北見の事を語り始める。一方で、ハンガリー民謡を歌う色眼鏡の青年（野沢の旧友だった）の宅見も乱入してきて、自ら命を絶った高尾の死の真相を語り始めた。
これらをきっかけにして、約10年前の破防法反対闘争前後の学生運動のあり様を語り始め、玲子の友人らも同様に安保闘争を語り始める。野沢と中山は暴力革命に疑問を持つ東浦と坂巻を「日和見」と決めつけていたが、武装闘争を全面的に見直した日本共産党との関係や「歌と踊り」による運動を展開した中山、「これが革命か」と問う東浦や「はねあがり」など批判し合う運動の総括にも話が及び、会場は世代や政治的立場を超えた討論の場となる。

## キャスト
- 野沢晴明：渡辺文雄
- 原田玲子：桑野みゆき
- 太田：津川雅彦
- 北見：味岡享
- 高尾：左近允宏
- 宅見：速水一郎
- 東浦：戸浦六宏
- 坂巻：佐藤慶
- 宇田川：芥川比呂志
- 宇田川の妻：氏家慎子
- 中山勝彦：吉沢京夫
- 中山美佐子：小山明子
- 川崎:山川治
- 斎藤：上西信子
- 小野：二瓶鮫一
- 寺島幹夫
- アコーディオンを弾く学生：永井一郎

## スタッフ
- 監督：大島渚
- 脚本：大島渚、石堂淑朗
- 製作：池田富雄
- 撮影：川又昻
- 音楽：真鍋理一郎
- 美術：宇野耕司
- 録音：栗田周十郎
- 編集：浦岡敬一
- 照明：佐藤勇